# حاجي سليمان (مقاطعة فسا)
حاجي سليمان (بالإنجليزية: Sakhteman-e Hajji Soleyman)‏ هي human-geographic territorial entity تقع في فارس في إيران. يقدر عدد سكانها بـ 382 نسمة .